# Mike Pompeo
Michael Richard Pompeo (* 30. prosince 1963 Orange, Kalifornie) je americký republikánský politik, stoupenec konzervativního hnutí Tea Party a od dubna 2018 do ledna 2021 ministr zahraničí Spojených států v kabinetu Donalda Trumpa. Mezi roky 2017 až 2018 působil jako ředitel CIA. V letech 2011 až 2016 byl členem Sněmovny reprezentantů za stát Kansas.
Donald Trump jej po zvolení americkým prezidentem nominoval do úřadu ředitele zpravodajské služby CIA. V závěru ledna 2017 byl do této funkce potvrzen Senátem Spojených států. Do úřadu ministra zahraničí jej pak prezident navrhl po odvolání úřadujícího ministra Rexe Tillersona v březnu 2018. Senát jej schválil poměrem hlasů 57 : 42. Po složení přísahy odletěl na zasedání ministrů zahraničí členských států NATO do Bruselu.

## Život
Pompeo studoval na vojenské akademii West Point. Poté absolvoval práva na Harvardově univerzitě (na Harvard Law School) a posléze pracoval pro právní kancelář Williams & Connolly. V letech 2010 a 2012 byl za stát Kansas zvolen do Sněmovny reprezentantů USA.

## Kontroverze
Pompeo svou činnost v CIA charakterizoval slovy: „Byl jsem ředitelem CIA. Lhali jsme, podváděli, kradli jsme…“.

## Galerie

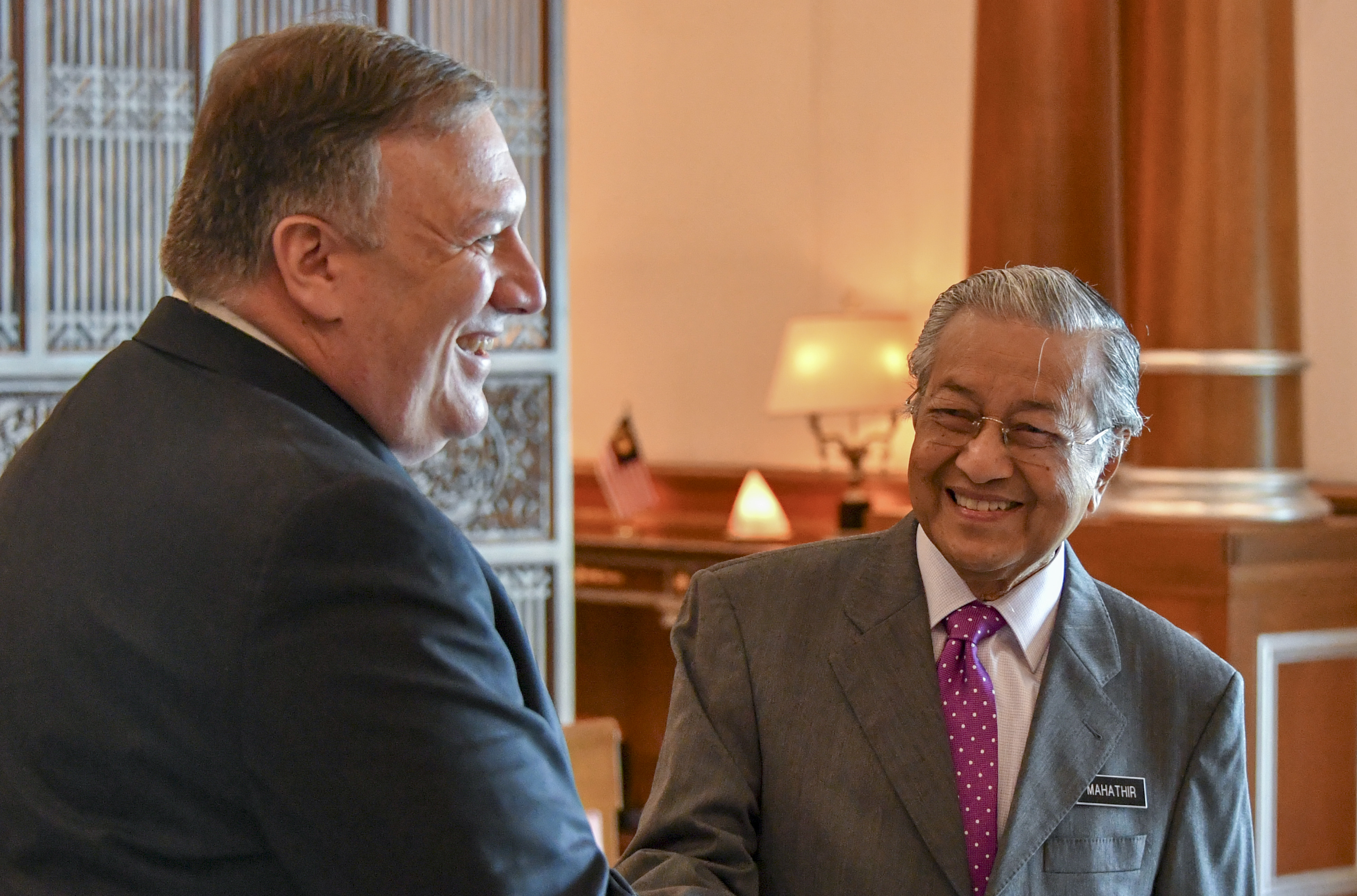
Pompeo a Předseda vlády Malaisie Mahathir Mohamad v 3. srpna 2018
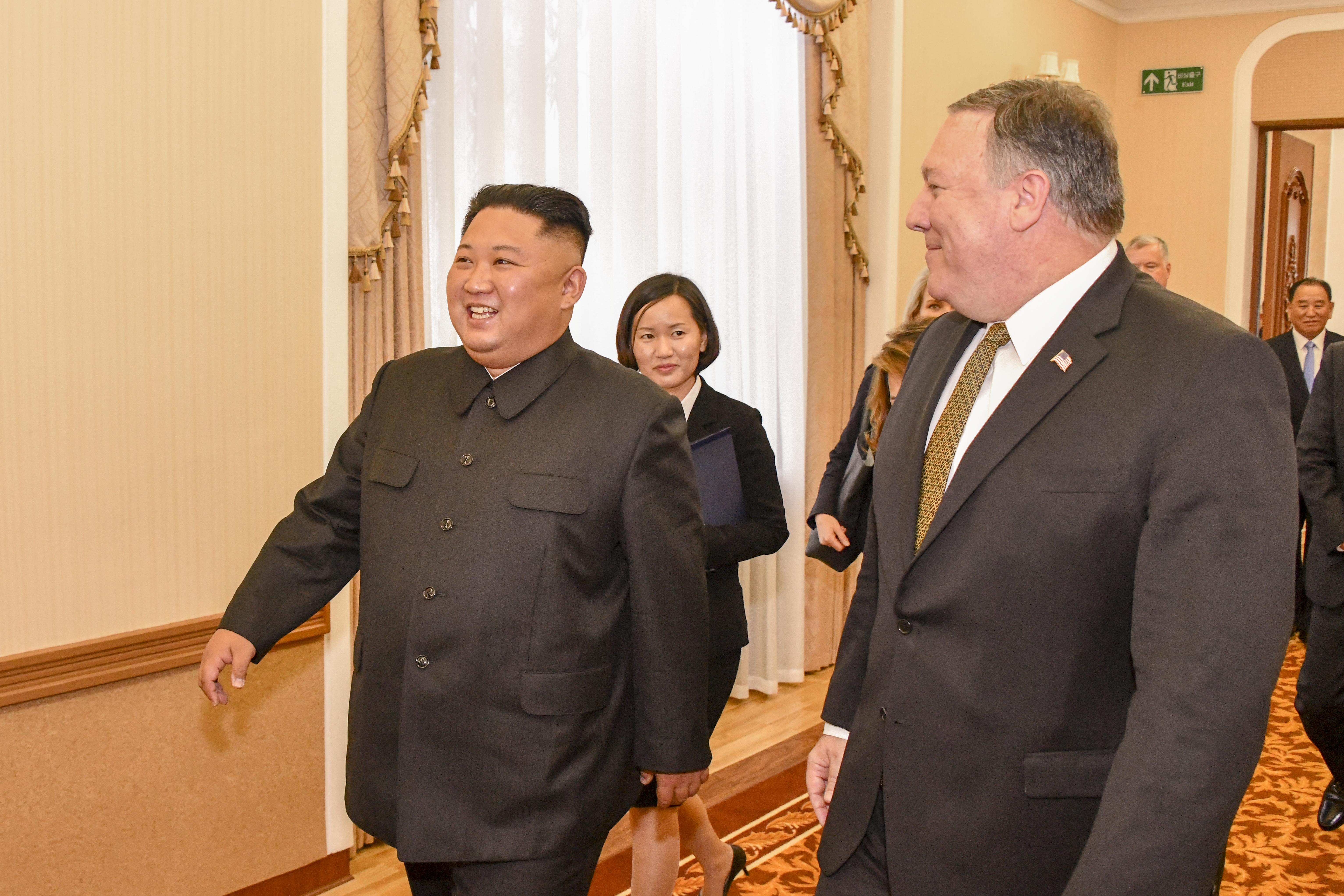
Pompeo a severokorejský vůdce Kim Čong-un v říjnu 2018
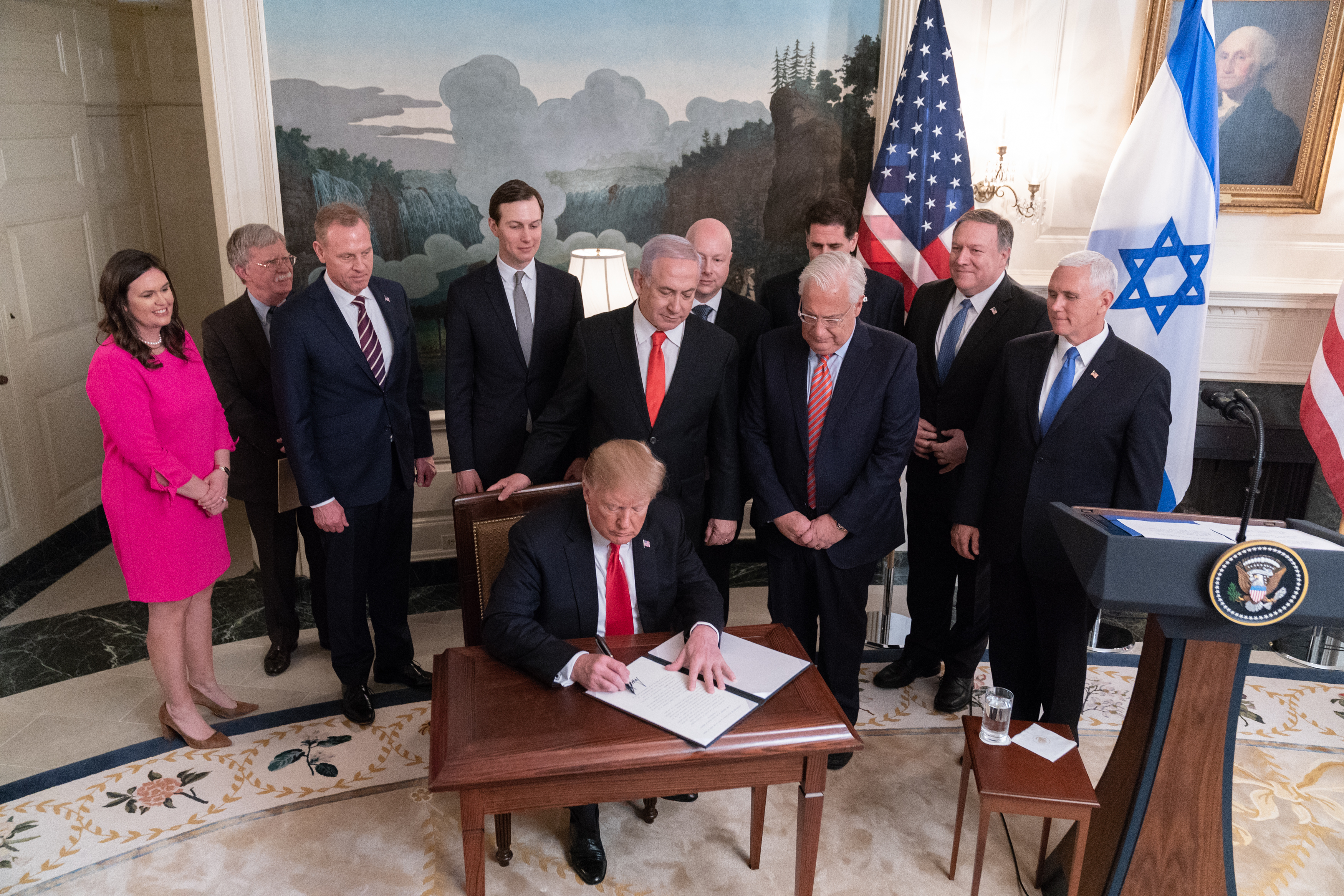
Pompeo přihlíží jak prezident Donald Trump podepisuje dekret, kterým uznal svrchovanost Izraele nad Golanskými výšinami
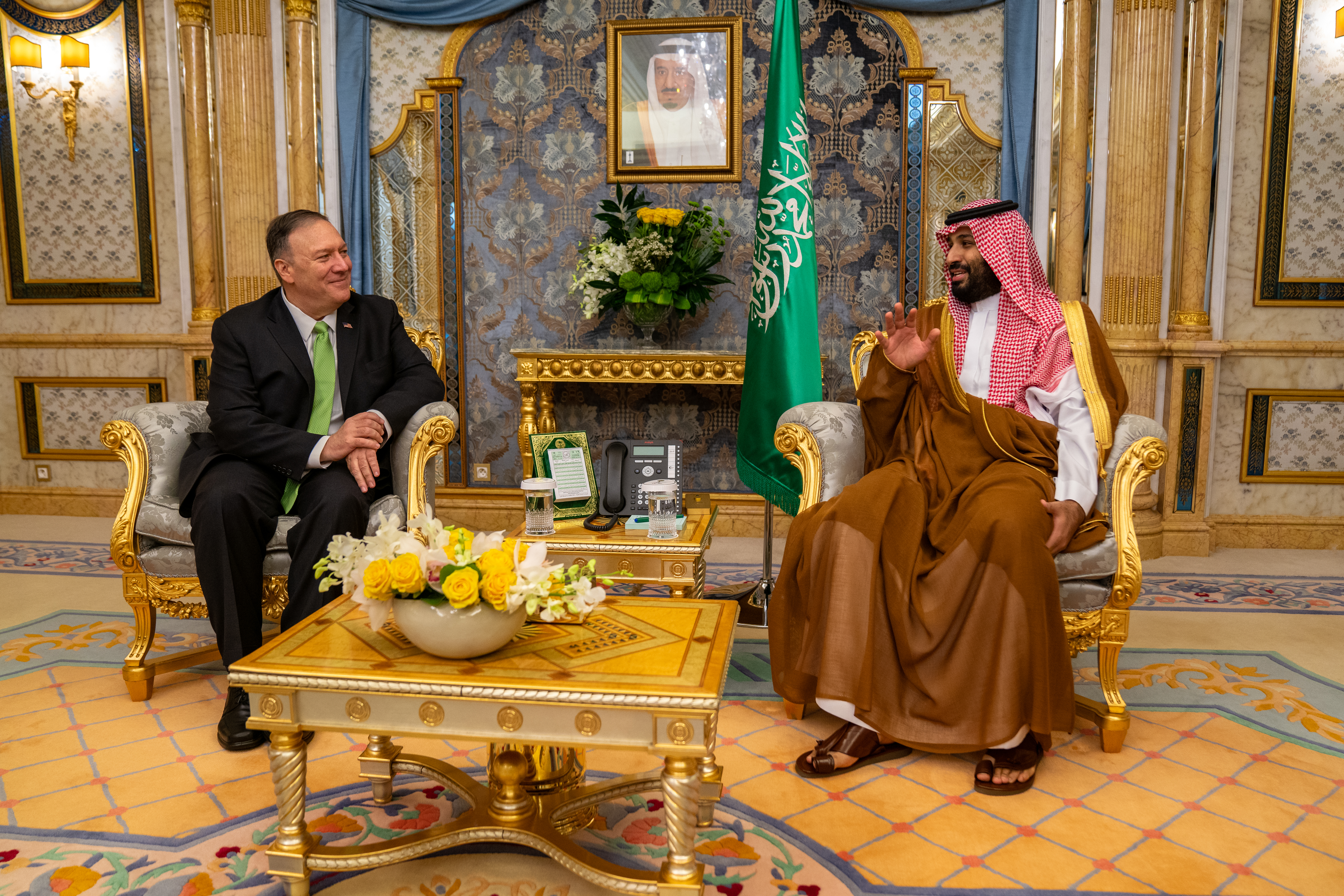
Pompeo a saúdský korunní princ Muhammad bin Salmán v září 2019
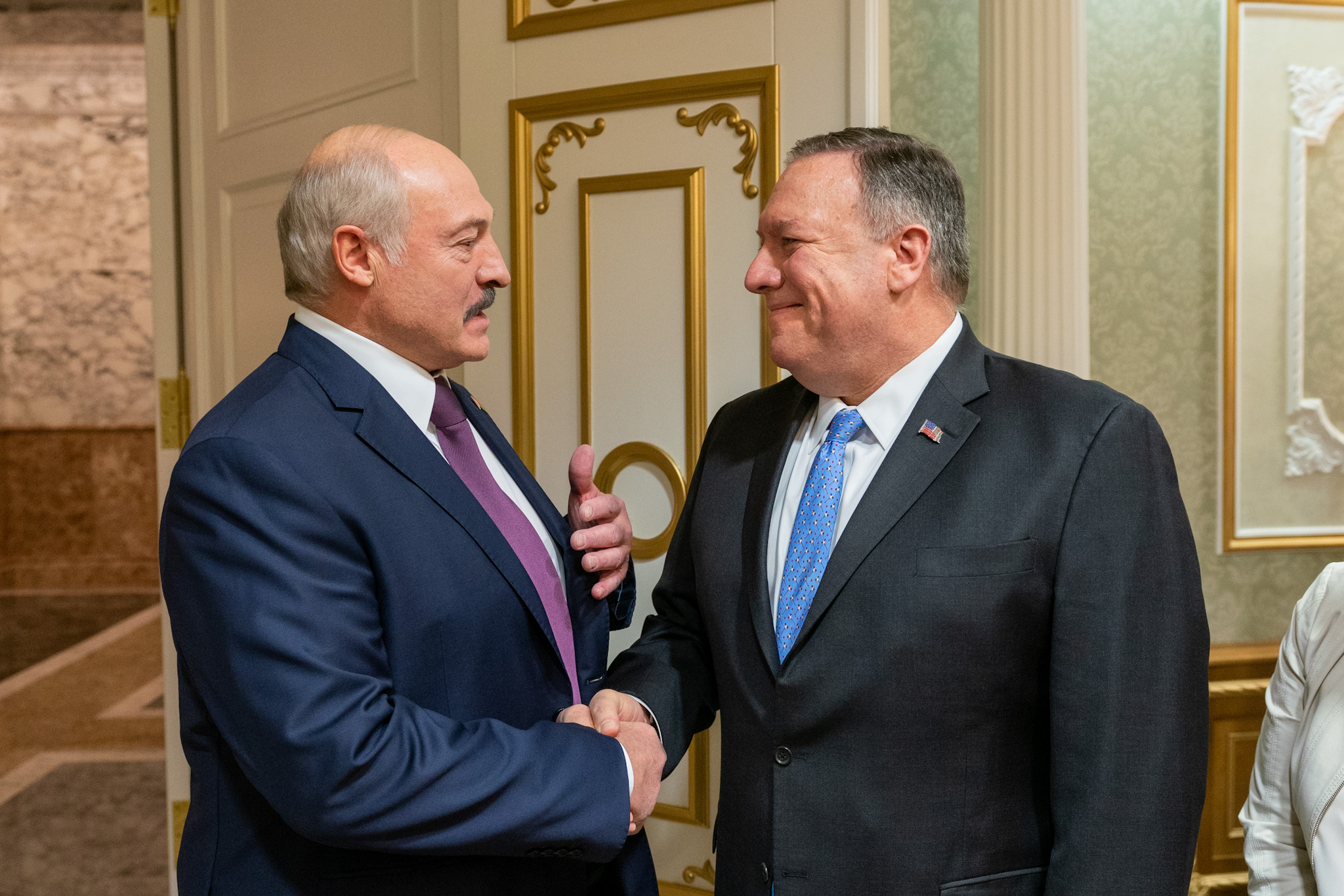
Pompeo a běloruský prezident Alexandr Lukašenko v únoru 2020
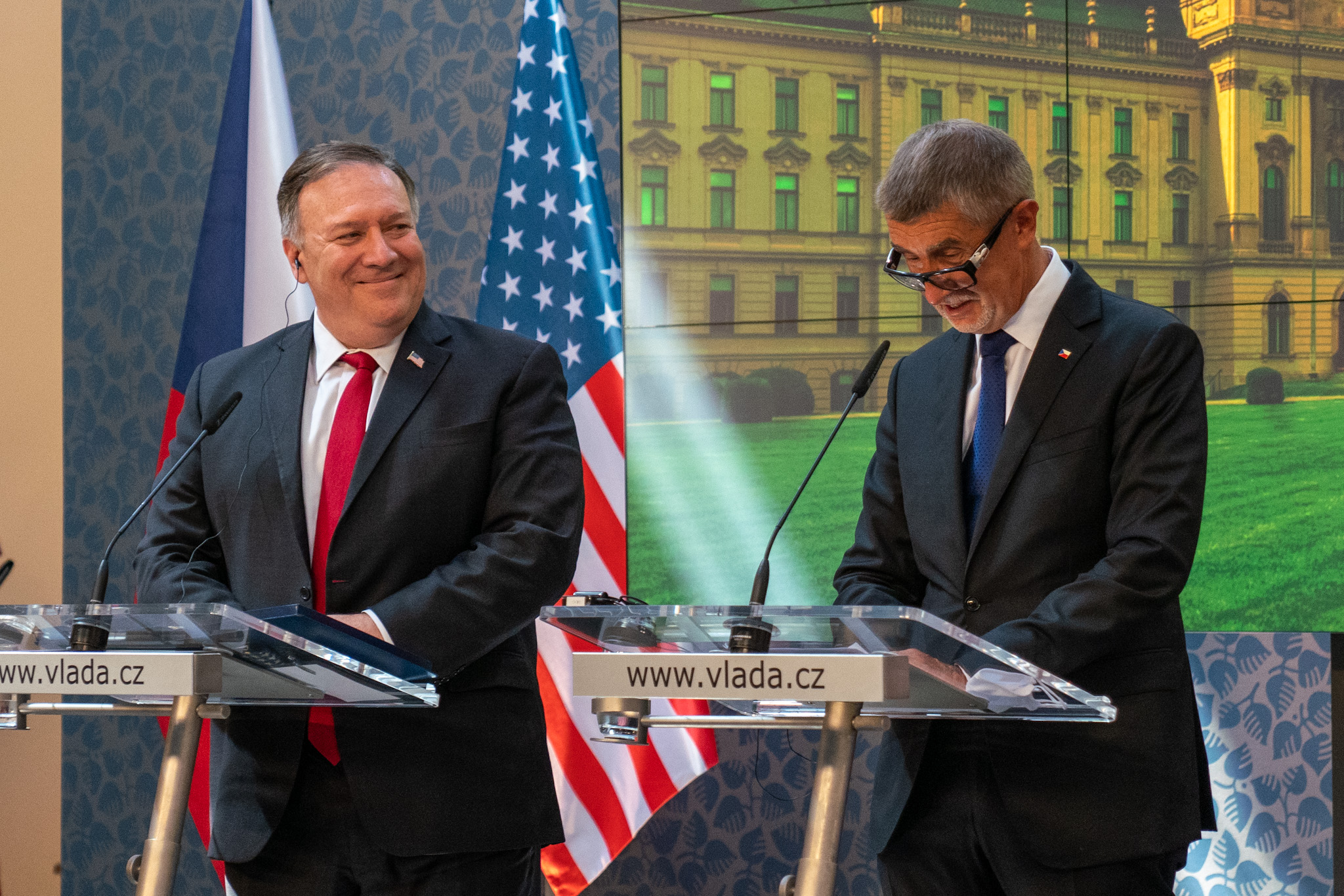
Pompeo a český premiér Andrej Babiš v srpnu 2020